# Park Jung Min
Park Jung-Min (født 3. april 1987) er en Sydkoreansk skuespiller og medlem af boybandet SS501.
I 2009 havde Park Jung-Min sin musical debut i Grease som "Danny Park", hvor han modtog prisen "Bedste Nye Musikal Talent" ved Golden Ticket Awards. Han havde også sin skuespillerdebut som hovedrollen i Human Theater 2010 i 2010.
I 2010 åbnede Jung-Min sin egen online shopping center kaldet "Royal Avenue" med ham som CEO. ONstyle magazine lavede en lille dokumentar kaldet "What Women Want".
Efter at kontrakten udløb forlod Jung-Min DSP Media, som havde ham som en del af SS501, og tilsluttede sig i stedet CNr Media som solosanger. Han havde sin debut som solosanger i januar 2011 med sit mini album Not Alone, og han havde sin første japanske drama titlet Love Song in August i 2011. Jung-Min tilsluttede sig Yamaha A&R's Victor Entertainment efter succesfuldt at sige sin kontrakt med CNr Media op i 2012.
Han taler flydende koreansk, japansk og kinesisk.

## Biografi

### Opvækst
Park Jung-Min's familie består af hans forældre og to søskende: en bror og en søster, ingen af dem arbejder i underholdningsbranchen.
Jung-Min blev født d. 3. april 1987 i Seoul, Syd Korea. hen studerede i afdelingen af multi-medie billeder, med hovedfaget skuespil ved Kyonggi Universitet, hvor han var elevråds formand med bandmedlem Kim hyung-Jun. Fordi Kim Hyung-Jun konstant var fraværende fra skole, på grund af hans træning ved DSP Media, som senere blev deres agentur, Jung-Min sagde at han aldrig havde mødt Hyung-Jun før SS501 blev dannet.

### Før debut
Før hans debut, var Jung-Min med i en kondom reklame. Da han var 13 år gammel, blev han opdaget af et agentur og blev accepteret både af DSp Media og S.M. Entertainment. på et tidspunkt fortæller S.M. Entertainment at de er ved at forberede en ny gruppe, men gruppen bestod af mange medlemmer, som ifølge Jung-Min sikkert var Super Junior siden han så dem øve. Jung-Min valgte i enden DSP Media fordi han mente at han kunne debutere hurtigere hos DSP.